# 塔玛拉·拉多查伊
塔玛拉·拉多查伊（1987年12月23日—）生于弗尔沙茨，是一名塞尔维亚女子篮球运动员，场上位置是控球后卫。拉多查伊在童年时受到家乡当地篮球俱乐部的影响而开始练习篮球。2004年，她成为职业选手，后来她成为了成年国家队队员，代表国家参加多项国际比赛。